# Robert Tikkanen
Toivo Robert Tikkanen (* 15. April 1888 in Rom; † 1. Juni 1947 in Helsinki) war ein finnischer Sportschütze und Architekt.
Tikkanen kam 1888 als Sohn des Kunsthistorikers Johan Jakob Tikkanen und seiner Frau Augusta Emilia Westzynthius zur Welt. Sein Großvater war Paavo Tikkanen, der 1847 die erste große finnischsprachige Zeitung Suometar gegründet hatte. Tikkanen war drei Mal verheiratet. Seine erste Ehefrau war Ingrid Fazer, die zweite Kyllikki Vitali und die dritte Marga Hertell. Aus seiner zweiten Ehe mit Kyllikki Vitali entstammt sein Sohn Henrik Tikkanen (1924–1984), ein bekannter finnischer Schriftsteller und Illustrator, der mit Märta Tikkanen verheiratet war.
Robert Tikkanen studierte an der Technischen Hochschule Dresden und spielte zwischen 1908 und 1911 für den Akademischen Sportclub Dresden Eishockey.
Robert Tikkanen arbeitete als Architekt. Zahlreiche seiner Entwürfe wurden zwischen 1917 und 1929 in der Innenstadt von Helsinki realisiert. Zudem war er auch als Sportschütze aktiv und nahm zwei Mal an Olympischen Spielen teil. Bei den Olympischen Sommerspielen 1920 in Antwerpen errang er eine Silbermedaille im Mannschaftswettbewerb Laufender Hirsch Einzelschuss und eine Bronzemedaille im Mannschaftswettbewerb Laufender Hirsch Doppelschuss. 1924 konnte er bei den Spielen in Paris eine weitere Bronzemedaille im Tontaubenschießen Mannschaft gewinnen.